# Глебовка (разъезд, Пензенская область)
Гле́бовка — разъезд в Башмаковском районе Пензенской области России. Входит в состав Шереметьевского сельсовета.

## География
Расположен в 10 км к северо-востоку от центра сельсовета села Шереметьево, на железнодорожной линии Пачелма — Башмаково.

## Население
| 2010 |
| ---- |
| 20   |

## История
Основан около 1874 году как посёлок при строительстве железной дороги.